# Francisco de Paula Magessi Tavares de Carvalho
Francisco de Paula Magessi Tavares de Carvalho, primeiro barão com grandeza de Vila Bela, (Castelo de Vide, 1769 — Rio de Janeiro, 26 de junho de 1847) foi um militar brasileiro.
Assentou praça em 1778, foi promovido sucessivamente, chegando a tenente-coronel, em 1805. No ano seguinte foi transferido para o Brasil, onde foi nomeado, em 1808, coronel comandante do 1° regimento de cavalaria, quando da sua criação.
Em 1817, já marechal, deixou o regimento para servir como governador do Mato Grosso, retornou à corte em 1820. Foi em 1825 nomeado governador da Cisplatina e Comandante das armas. Lá foi agraciado com o título de barão em 15 de fevereiro de 1827. Após o final da Guerra Cisplatina, retornou ao Rio de Janeiro, onde faleceu em 1847.